# Kirche Lengwethen
Die Kirche in Lengwethen (russisch Кирха Ленгветена Kircha Lengwetena, der Ort hieß zwischen 1938 und 1946 Hohensalzburg) ist ein zu Beginn des 18. Jahrhunderts errichteter verputzter Feldsteinbau und war bis 1945 evangelisches Gotteshaus für die im Kirchspiel des einst ostpreußischen und heute Lunino genannten Dorfes in der jetzt russischen Oblast Kaliningrad (Gebiet Königsberg (Preußen)).

## Lage
Das heutige Lunino liegt 14 Kilometer südwestlich der Kreisstadt Neman (Ragnit) an der russischen Fernstraße A 198 an deren Kreuzung mit der Nebenstraße 27K-186, die Schilino (Szillen, 1936 bis 1946 Schillen) mit Uslowoje (Rautenberg) und Wesnowo (Kussen) verbindet. Bis 1945 bestand Bahnanschluss über die Station Kulminnen (1938 bis 1946: Kulmen, russisch: Kuibyschewo, heute nicht mehr existent) an der Bahnstrecke Kraupischken–Ragnit der Insterburger Kleinbahnen.
Der Standort der Kirche, von der heute nur noch Mauerreste vorhanden sind, ist nördlich der 27K-187 unweit der Kreuzung mit der A 198.

## Kirchengebäude
Errichtet wurde die Kirche von Salzburger Exulanten, die nach der Großen Pest von Friedrich Wilhelm I. (Preußen) angesiedelt worden waren. Zwischen 1732 und 1735 entstand ein schlichter verputzter Feldsteinbau ohne Kirchturm. Von dem Kirchengebäude abgesetzt stand ein gesondertes Glockenhaus mit zwei Glocken. Im Westen war eine Vorhalle, im Osten eine Sakristei angebaut. Der Kircheninnenraum war flachgedeckt und hatte umlaufende Emporen. Der mit Mauerziegeln bedeckte Fußboden trug die mit Lehnen gearbeiteten Holzbänke. Die Innenausstattung war schlicht. Der Altar und die Kanzel waren vereint und ohne figürlichen Schmuck. Die Messingschale des Tauftischs hatten die Salzburger Einwanderer aus ihrer Heimat mitgebracht. Sie zeigt in getriebener Art mancherlei Figuren, Blumen und Blätter. In der Mitte war eine Frau dargestellt, die in ihren Händen Blumen und einen Kranz hielt. Die Altargeräte waren Arbeiten aus dem 18. Jahrhundert. Aus dem Jahre 1858 stammte die Orgel auf der Westempore. 1933 wurde die Kirche einer grundlegenden Renovierung unterzogen.
Im Zweiten Weltkrieg blieb das Gotteshaus unversehrt. Ab 1951 wurde es zweckentfremdend als Kulturhaus genutzt. Dann erhielt das Gebäude 1980 einen grundlegenden Umbau und mit Renovierungsarbeiten, wobei das Dach mit Asbestplatten gedeckt wurde. In der Vorhalle wurde eine zweite Etage eingezogen. Inzwischen ist das Gebäude verfallen, es stehen nur noch Mauerreste.

## Kirchengemeinde
Die Lengwethener Kirche gab es schon mehrere Jahre bevor eine eigene Gemeinde in dem Ort errichtet wurde. Das Gründungsjahr der Kirchengemeinde ist 1741, zur gleichen Zeit wurde eine Pfarrstelle eingerichtet. Zum Pfarrdorf gehörten 32 Orte, Ortschaften und Wohnplätze, die das Kirchspiel ausmachten. Im Jahr 1925 zählte die Kirchengemeinde 2800 Gemeindeglieder.
Bis 1945 gehörte die Kirchengemeinde Lengwethen (ab 1938: Hohensalzburg) zur Diözese Ragnit im Kirchenkreis Tilsit-Ragnit innerhalb der Kirchenprovinz Ostpreußen der Kirche der Altpreußischen Union.
Aufgrund von Flucht und Vertreibung der einheimischen Bevölkerung in Folge des Zweiten Weltkrieges sowie der restriktiven Kirchenpolitik der Sowjetunion kam das kirchliche Leben in dem dann Lunino genannten Dorf zum Erliegen.
Heute liegt Lunino im Einzugsbereich einer in den 1990er Jahren neu entstandenen evangelisch-lutherischen Gemeinde in Sabrodino (Lesgewangminnen, 1938 bis 1946 Lesgewangen), die zur Propstei Kaliningrad (Königsberg) der Evangelisch-lutherischen Kirche Europäische Russland gehört.

### Kirchspielorte
Zum Kirchspiel Lengwethen gehörten:
| Name                               | Änderungsname 1938 bis 1946 | Russischer Name |  | Name                                 | Änderungsname 1938 bis 1946 | Russischer Name |
| ---------------------------------- | --------------------------- | --------------- |  | ------------------------------------ | --------------------------- | --------------- |
| *Balandszen, 1936–38: Ballandschen | Ballanden                   |                 |  | Laskowethen                          | Lassen                      |                 |
| Beinigkehmen                       | Beiningen                   | Lunino          |  | Mixlauken                            | Mixen                       |                 |
| Blendienen                         |                             |                 |  | Palapken                             | Palken                      | Tjoploje        |
| Burkandten                         | Burental                    | Andrejewo       |  | *Pallmohnen                          | Burental                    | Andrejewo       |
| *Gerskullen                        | Gerslinden                  | Gannowka        |  | Perkuhnen                            |                             |                 |
| Grauden                            |                             | Bersarino       |  | Petroschken                          | Petern                      | Anissimowo      |
| *Jestwethen                        | Jesten                      |                 |  | Pieraggen                            | Berghang                    |                 |
| Kallenen, Dorf                     |                             | Bersarino       |  | *Pucknen                             |                             | Luganskoje      |
| Kallenen, Gut                      |                             | Kalinino        |  | Reinecken                            |                             |                 |
| *Kapotschen                        | Kappen                      |                 |  | *Salleningken                        | Sallingen                   | Brjullowo       |
| Karlshof                           |                             | Jermakowo       |  | Sauerwalde                           |                             |                 |
| Ketturrecken                       | Kettingen                   |                 |  | *Scharken                            |                             |                 |
| Kleginnen                          | Klinnen                     |                 |  | Schernen                             |                             | Balaschewskoje  |
| Krauleidehlen                      | Kraulen                     |                 |  | Tilszenehlen, 1936–38: Tilschenehlen | Quellgründen                | Schdanki        |
| Kulminnen                          | Kulmen                      | Kuibyschewo     |  | Trumpaten                            | Patingen                    |                 |
| Kurstwethen                        | Kursten                     |                 |  | Weedern                              |                             | Talniki         |

Der * kennzeichnet in der Tabelle einen Schulort.

### Pfarrer
Zwischen 1741 und 1945 amtierten an der Kirche Lengwethen (Hohensalzburg) 25 evangelische Geistliche als Pfarrer:
- Johann Christian Lüneburg, 1741–1745
- Christoph Hoffmann, 1746–1752
- Christian Curländer, 1752–1766
- Bernhard Gottlieb Kalau, 1766–1776
- Christian Bartholomäus Voß, 1777–1791
- Friedrich Ernst Mikisch, 1791–1797
- Johann David Rudolph, 1797–1803
- Johann Simon Kanning, 1803–1804
- Leopold Wermbter, 1805–1811
- Ernst Gottlieb Horn, 1811–1813
- David Jonathan Naugardt, 1813–1818
- Carl L. Th. Kalau von Hofe, 1818–1824
- Johann Schneller, 1825–1832
- Casemir Iwan Weber, 1832–1839
- Theodor Wilhelm L. Weinreich, 1839–1842
- Johann Heinrich Lehmann, 1842–1850
- Franz Theodor Schmidt, 1851–1879[7]
- Eugen Oskar Theodor Weiß, 1880–1882
- Theodor Gustav Struck, 1884–1888
- Louis Arno Thiel, 1888–1898
- Hermann Otto Max Brunau, 1898–1906
- Karl Friedrich W. Gaser, 1909–1918
- Wilhelm Krüger, 1920–1930
- Ernst Ehlert, 1930–1935
- Helmuth Barutzky, 1936–1945

### Kirchenbücher
Von den Kirchenbüchern der Pfarrei Lengwethen (Hohensalzburg) haben sich erhalten und werden im Evangelischen Zentralarchiv in Berlin-Kreuzberg aufbewahrt:
- Taufen: 174 bis 1853
- Trauungen[9]: 1741 bis 1754, 1758 bis 1800
- Begräbnisse: 1741 bis 1785, 1791 bis 1855.